# Motorola 68060
Il Motorola 68060 (nome in codice MC68060) è un microprocessore CISC a 32 bit prodotto da Motorola nel 1994. È il successore del Motorola 68040 e l'ultimo rappresentante della famiglia 68k.

## Architettura
Il 68060 è un processore superscalare in ordine, con due pipeline Il processore è dotato di due unità di calcolo per i numeri interi, un'unità per la moltiplicazione per numeri interi a due cicli, un'unità di calcolo in virgola mobile più veloce ed un sistema di predizione dei salti. Rispetto a un 68040 a parità di clock è dalle due alle tre volte più veloce. Il suo sviluppo fu condotto da Joe Circello.
Il 68060 condivideva con il Pentium di Intel buona parte delle scelte architetturali. Entrambi erano dotati di due unità di calcolo distinte e di due cache separate per i dati e le istruzioni ed entrambi erano dotati di un'unità di decodifica delle istruzioni che separava le operazioni a seconda del grado di complessità. Ma a differenza del Pentium, il 68060 era internamente una CPU RISC che trasformava le operazioni CISC della famiglia 68000 in operazioni a lunghezza fissa di tipo RISC e ciò consentiva alle unità interne di funzionare con un'efficienza superiore. L'unità in virgola mobile era invece collegata solamente a una delle due unità di calcolo principali e non direttamente all'unità di decodifica come invece accadeva nel Pentium che, per questo motivo, poteva fornire prestazioni migliori del 68060 nei calcoli in virgola mobile. Nel caso più generale delle operazioni con i numeri interi, il 68060 risultava più potente del Pentium grazie alla sua architettura interna superiore. L'unità di generazione degli indirizzi era in grado di eseguire in parallelo la maggior parte delle operazioni di definizione degli indirizzi e questo evitava di bloccare il processore durante il calcolo dell'indirizzo di lettura o di scrittura, a differenza di quanto accadeva con il 68040. Nel 68060 la maggior parte delle operazioni di decodifica degli indirizzo veniva svolta in parallelo e solo alcune modalità complesse e poco utilizzate richiedevano fino a un massimo di 3 cicli di clock. Il 68040 occupava invece fino a 11 cicli di clock per decodificare gli indirizzamenti più complessi. Il 68060 era in grado di eseguire le operazioni di salto a zero cicli di clock se l'unità di predizione dei salti stimava l'operazione correttamente e nella situazione più favorevole era in grado di eseguire due operazioni aritmetiche e un'operazione di salto nello stesso ciclo di clock.
Il 68060 fu l'ultimo esemplare della famiglia 68000 commercializzato per un uso generico da Motorola. Lo sviluppo di questa famiglia fu successivamente abbandonato in favore dell'architettura PowerPC. Fu utilizzato sugli ultimi modelli di computer Amiga e nelle schede acceleratrici per Amiga, per Atari ST e per Atari Falcon. Apple Computer e i produttori di sistemi Unix scelsero invece altre piattaforme RISC. Il processore fu prodotto inizialmente per frequenze di clock di 50 MHz con un processo di produzione a 0,6 µm. Due anni dopo l'introduzione, grazie al nuovo processo di produzione a 0,42 µm che consentiva frequenze maggiori, furono creati modelli a 66 MHz e 75 MHz. Le versioni a 0,42 µm erano tuttavia difficili da reperire dato che oramai Motorola aveva deciso di concentrarsi sui processori RISC PowerPC. Se Motorola non avesse abbandonato la famiglia 68000 probabilmente il successore del 68060 sarebbe stato molto simile al Pentium 2.
Lo sviluppo del nucleo del processore è stato portato avanti e dal progetto del 68060 sono stati derivati vari processori a basso consumo e a costo ridotto pensati per il mercato dei dispositivi dedicati e delle periferiche intelligenti. Questi progetti hanno prodotto le famiglie Motorola Coldfire e Motorola Dragonball.